# Nedvědice
Nedvědice (deutsch Nedwieditz) ist ein Flecken im Okres Brno-venkov, Tschechien.

## Geographie
Die Gemeinde befindet sich unterhalb der Burg Pernstein, etwa vierzig Kilometer nordwestlich vom Zentrum Brünns, am Zusammenfluss von Svratka und Nedvědička. Sie ist ein Bestandteil des Naturparks Svratecká hornatina.

## Geschichte

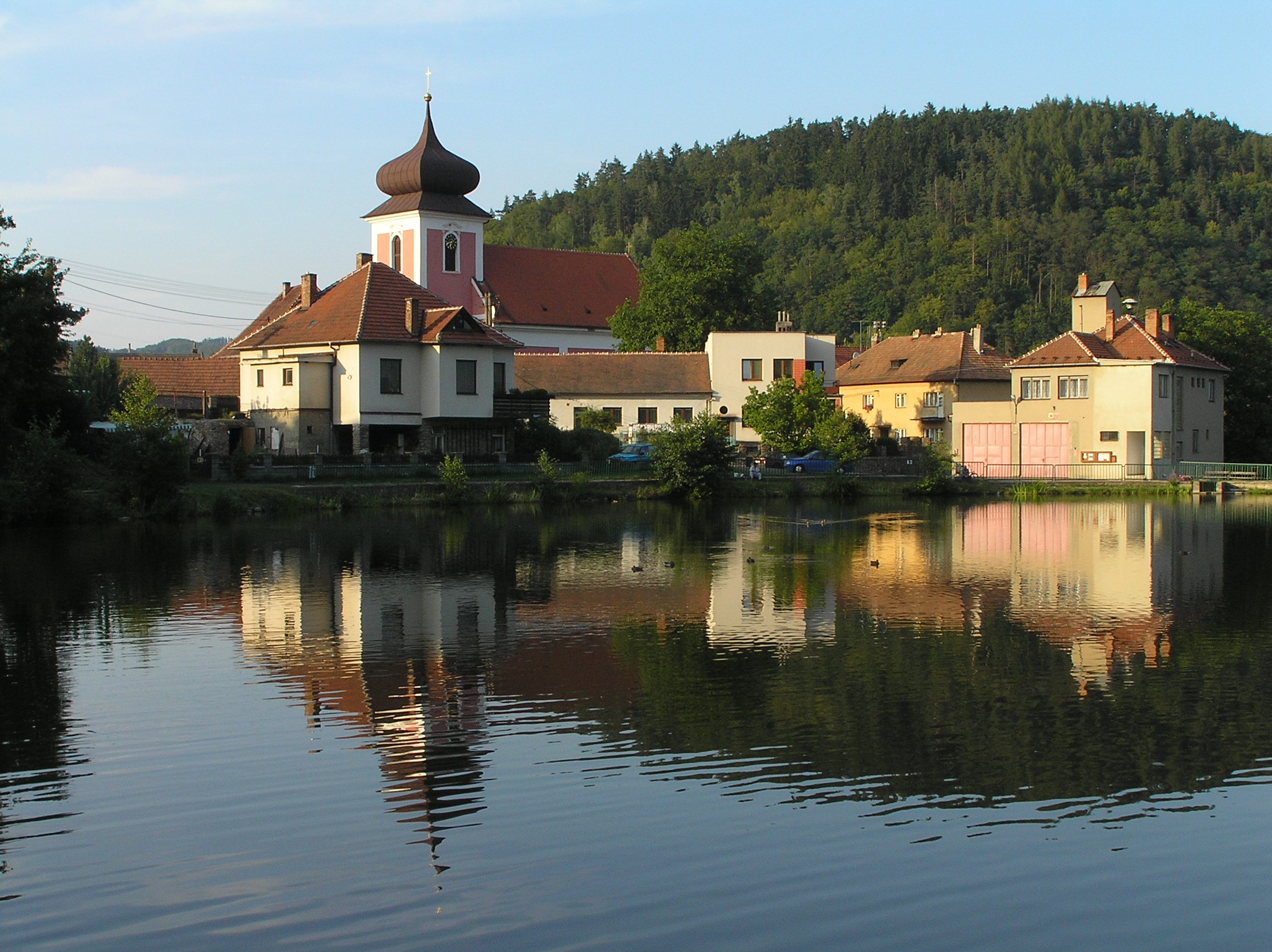
Nedvědice

1350 wird der Ort erstmals schriftlich erwähnt. Es kann jedoch davon ausgegangen werden, dass dieses Dorf schon zu Zeiten der ersten urkundlichen Eintragung der Burg Pernstein bestand. Südöstlich befand sich seit dem 14. Jahrhundert der Vladikensitz Klečany. Bekannt ist ein Geschehnis aus dem Dreißigjährigen Krieg, als die einhundert Mann starke Burgbesatzung den sechstausend schwedischen Soldaten erfolgreich Widerstand leistete.
Bis zum 1. Januar 2005 gehörte Nedvědice zum Okres Žďár nad Sázavou und der Region Vysočina. Seit 2006 besitzt der Ort wieder den Status eines Městys.

## Ortsgliederung
Der Městys Nedvědice besteht aus den Ortsteilen Nedvědice (Nedwieditz) und Pernštejn (Pernstein) sowie der Ortslage Klečany (Kleczan).

### Geologie
Im Ortsteil Pernštejn befinden sich am Lomy-Berg zwei alte Steinbrüche, in denen bis in die zweite Hälfte vom 20. Jahrhundert der Pernsteiner-Marmor gewonnen wurde. Es handelt sich um einen weißen bis elfenbeinfarbenen mittelkristallinen Marmor, der durch akzessorische Bestandteile leichte graue oder goldene Bänder zeigen kann. Das Gestein wurde seit dem Mittelalter abgebaut. In der Kirche (1557) von Doubravník gibt es Architekturteile aus diesem Gestein. Weitere Anwendungen finden sich auf Friedhöfen und in Kirchen von Mähren sowie in der Stadt Brünn. Typische Anwendungen waren in vergangener Zeit Grabmale, Kreuze, Skulpturen und Säulen, aber auch Bodenplatten und Stufen in historischen Baudenkmalen. Das Ende des regulären Abbaus liegt im Jahr 1935.

In stratigraphischer Hinsicht gehört dieser Marmor zum Kristallinikum in der Svratecká-Antiklinale des Moravikums, das von der Faltung der Olešnické-Gruppe überlagert wurde.